# Mina grannar Yamadas
Mina grannar Yamadas (japanska: ホーホケキョ となりの山田くん, Hōhokekyo Tonari no Yamada-kun, 'Kviddevitt, grannfolket Yamada'?) är en japansk animerad långfilm från 1999. Den regisserades av Isao Takahata och animerades på Studio Ghibli. Den här familjekomedin är en bearbetning av Hisaichi Ishiis manga med samma namn, som publicerades åren 1991–1993 i Asahi Shinbun.
Filmen producerades med en stor budget, delvis på grund av en avancerad produktionsapparat, men gick med stor förlust. Den blev den sista långfilmen regisserad av Isao Takahata fram till 2013 års Kaguya-hime no monogatari.

## Handling
Filmen kretsar kring familjen Yamadas dagliga liv och leverne. Där finns Takashi och Matsuko (far och mor), Shige (Matsukos mor), Noboru (den ungefärligen 13-årige sonen i huset), Nonoko (Noborus cirka fem år gamla syster) och Pochi (familjens hund).
Filmen följer hur de olika familjemedlemmarna hanterar strider om fjärrkontrollen till TV:n, tappar bort ett barn på köpcentret, lever sig in i rollen som superhjälte med mera. De korta episoderna visar fram en "löjlig" familj på ett både komiskt och medkännande vis.

## Rollfigurer
- Takashi Yamada (山田たかし Yamada Takashi) – far i huset

– Tōru Masuoka (dubbning på japanska)
- Matsuko Yamada (山田まつ子 Yamada Matsuko) – mor i huset

– Yukiji Asaoka
- Noboru Yamada (山田のぼる Yamada Noboru) – sonen

– Hayato Isobata
- Nonoko Yamada (山田のの子 Yamada Nonoko) – dottern

– Naomi Uno
- Shige Yamano (山野しげ Yamano Shige) – Matsukos mor ("mormor")

– Masako Araki
- Pochi (ポチ) – familjens hund

- Fujihara-Sensei

– Akiko Yano
- Haiku-läsaren

– Kosanji Yanagiya
Källa: 

## Produktion och mottagande

### Produktionsfakta
- Originaltitel – Hōhokekyo Tonari no Yamada-kun (Hōhokekyo Tonari no Yamada-kun)
- Svensk titel – Mina grannar Yamadas
- Ursprungsberättelse – Hisaichi Ishii
- Regi – Isao Takahata
- Manus – Isao Takahata
- Producent – Seiichiro Ujiie, Takashi Shōji, Toshio Suzuki
- Exekutiv producent – Yasuyoshi Tokuma
- Animationschef – Ken'ichi Konishi
- Konstnärlig ledare – Naoya Tanaka, Youji Takeshige
- Musik – Akiko Yano
- Ledmotiv – "Hitoribocchi ha yameta" ('Jag slutade vara ensam'), av Akiko Yano
- Ljudansvarig – Kazuhiro Wakabayashi,
(Akiko Yano)
- Animationsstudio – Studio Ghibli
- Budget – ¥ 2 360 000 000
- Längd (speltid) – 104 minuter
- Premiär
  -  Japan 17 juli 1999 och Julen 1999 (privatfilm)

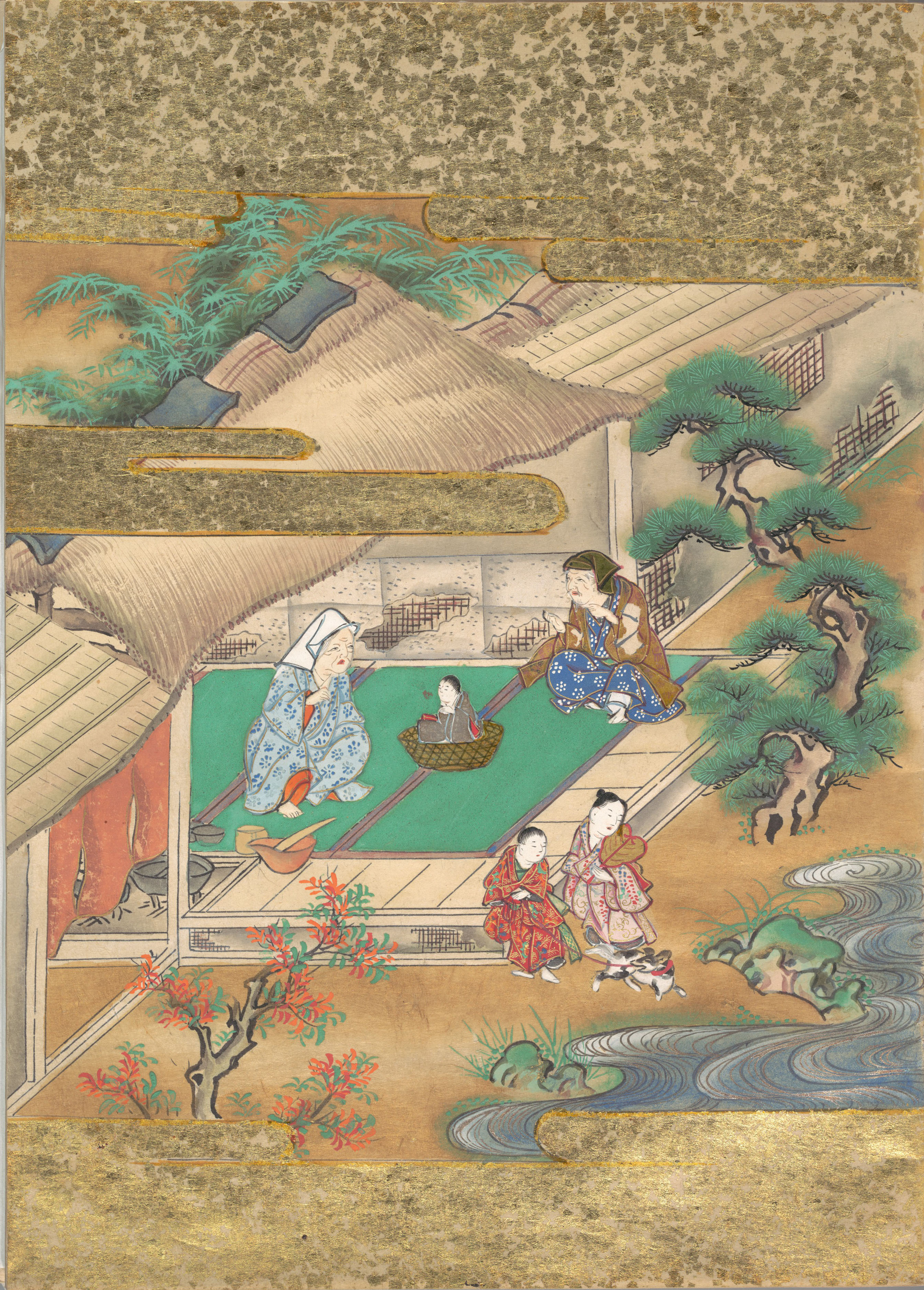
Dottern i huset, Nonoko, föds ur en bambustjälk, vilket är en referens till folksagan Taketori monogatari. Hennes bror Noboru föds ur en flytande jättepersika, vilket är hämtat ur berättelsen om Momotarō.

  -  Frankrike 4 april 2001
  -  USA 16 augusti 2005 (dvd)
  -  Sverige 7 mars 2012 (dvd)

Källor: 

### Produktionen
Isao Takahata ville skapa en film med en akvarell-känsla. Det ansågs svårt eller omöjligt att åstadkomma detta med traditionella medel, så den normala färgläggningen på celluloid byttes ut mot en helt digital färgläggning. Mina grannar Yamadas blev sålunda den första Studio Ghibli-filmen som helt och hållet animerades och färglades på dator.

### Mottagandet
Filmen var ett tekniskt och ekonomiskt vågspel, och den lockade vid sin japanska premiär inte heller den stora biopubliken. Den vände sig också till en helt annan publik än Studio Ghiblis föregående film, den episka och dramatiska Prinsessan Mononoke. 2001 hade filmen premiär i Frankrike, på 80 salonger, men totalt såldes endast 35 000 biobiljetter; filmen var dock betydligt mer framgångsrik i Frankrike via DVD- och Bluray-utgåvorna. I USA lanserades den över huvud taget inte på bio.
Det ekonomiska bakslaget med filmen var bidragande orsak till att Isao Takahata inte gjorde någon mer långfilm på 14 års tid – fram till 2013 års Kaguya-hime no monogatari.

## Teman och referenser
Filmen har en tydlig annorlunda stil jämfört med andra Studio Ghibli-filmer. Den har en enklare animationsstil (som efterliknar originalets seriestil), och handlingen är en rad korta tematiska sekvenser ur Yamadas liv – utan inbördes kopplingar.
I en episod ser man hur Noboru föds inuti en jättelik persika som flyter på vattnet. Detta är en referens till den populära japanska folksagan om Momotarō.
I en episod ser man hur Takashi hugger av en bambustängel och upptäcker Nonoko inuti stängeln. Det är en referens till den gamla japanska berättelsen Taketori monogatari ('Berättelsen om bambuhuggaren').
Hösten 2013 hade Kaguya-hime no monogatari premiär. Denna, Takahatas första långfilm efter Yamada, var en direkt bearbetning av ovanstående berättelse om bambuhuggaren och prinsessan med det lysande håret.